# Notre-Dame-de-Commiers
Notre-Dame-de-Commiers ist eine französische Gemeinde mit 527 Einwohnern (Stand: 1. Januar 2022) im Département Isère in der Region Auvergne-Rhône-Alpes (vor 2016 Rhône-Alpes). Sie gehört zum Arrondissement Grenoble und zum Kanton Le Pont-de-Claix. Die Einwohner werden Commérots genannt.

## Geographie
Die Gemeinde Notre-Dame-de-Commiers liegt etwa 19 Kilometer südlich von Grenoble. Der hier zu einem See (Lac de Notre-Dame-de-Commiers) aufgestaute Fluss Drac einschließlich der Staumauer (Barrage de Notre-Dame-de-Commiers) begrenzt die Gemeinde im Westen. Umgeben wird Notre-Dame-de-Commiers von den Nachbargemeinden Saint-Georges-de-Commiers im Norden, Notre-Dame-de-Vaulx im Osten und Südosten, Monteynard im Süden, Saint-Martin-de-la-Cluze im Südwesten sowie Vif im Westen und Nordwesten.

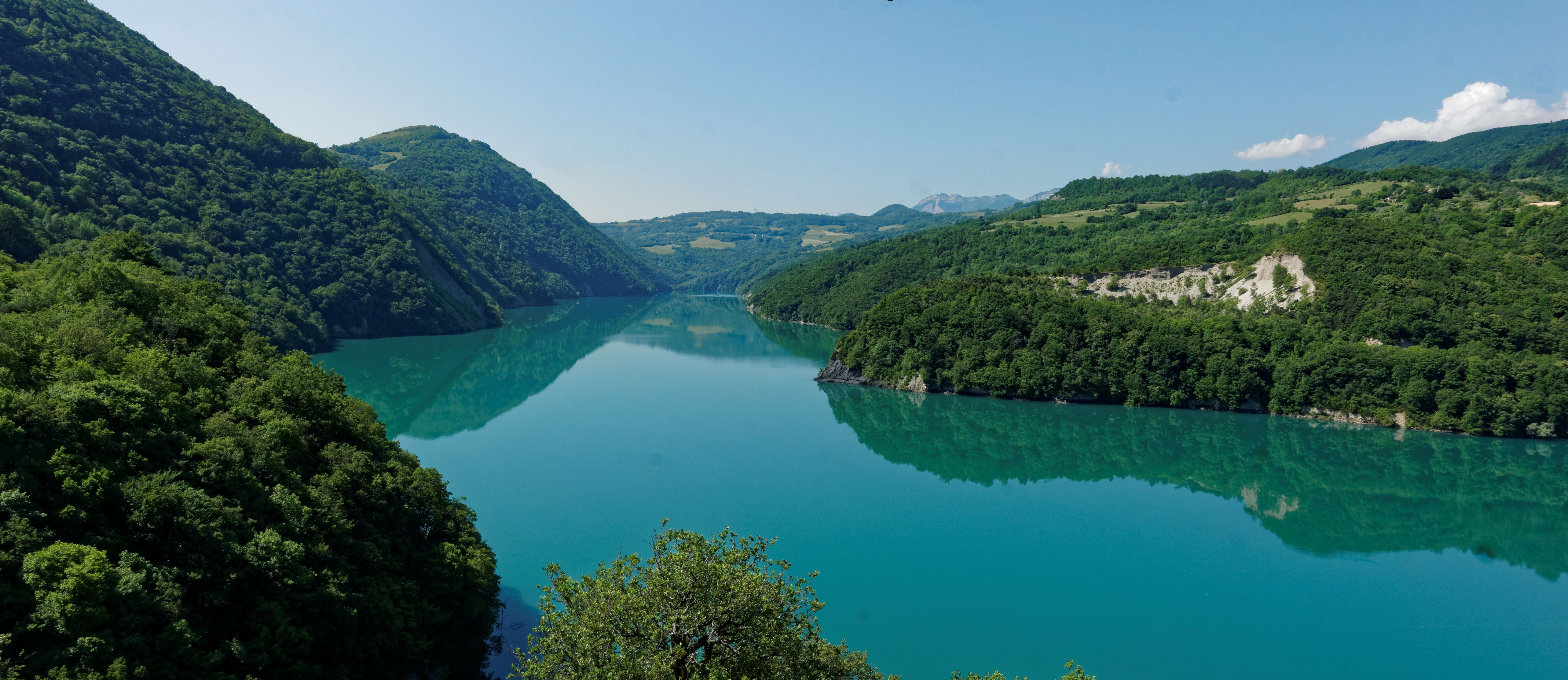
Lac de Notre-Dame-de-Commiers
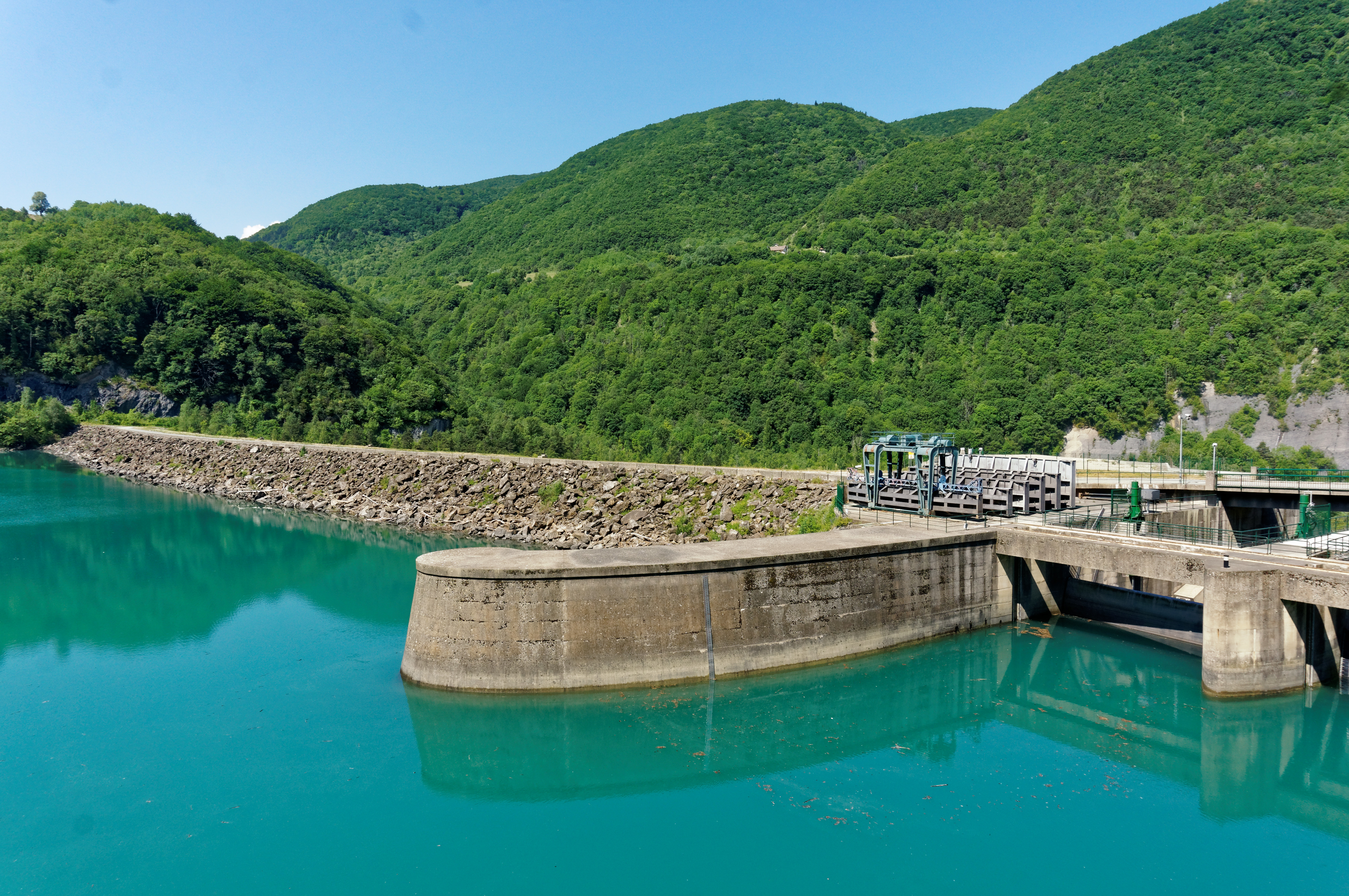
Staumauer der Barrage de Notre-Dame-de-Commiers

## Bevölkerungsentwicklung
| Jahr                       | 1962 | 1968 | 1975 | 1982 | 1990 | 1999 | 2006 | 2012 | 2021 |
| -------------------------- | ---- | ---- | ---- | ---- | ---- | ---- | ---- | ---- | ---- |
| Einwohner                  | 483  | 118  | 185  | 216  | 302  | 377  | 452  | 460  | 535  |
| Quellen: Cassini und INSEE |      |      |      |      |      |      |      |      |      |

## Sehenswürdigkeiten
- Kirche Notre-Dame
- frühere protestantische Kirche aus dem Jahre 1869

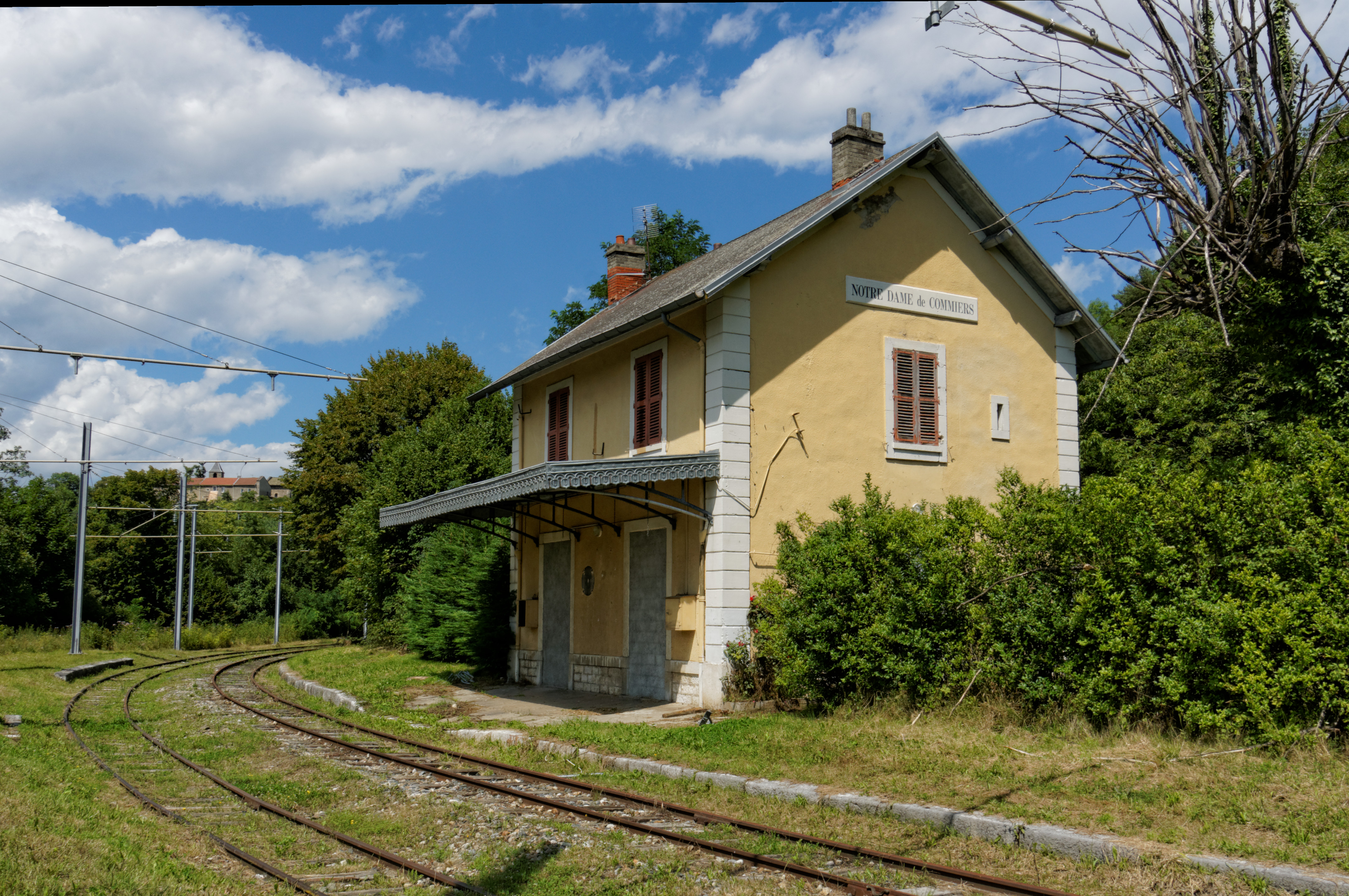
Ehemaliger Bahnhof
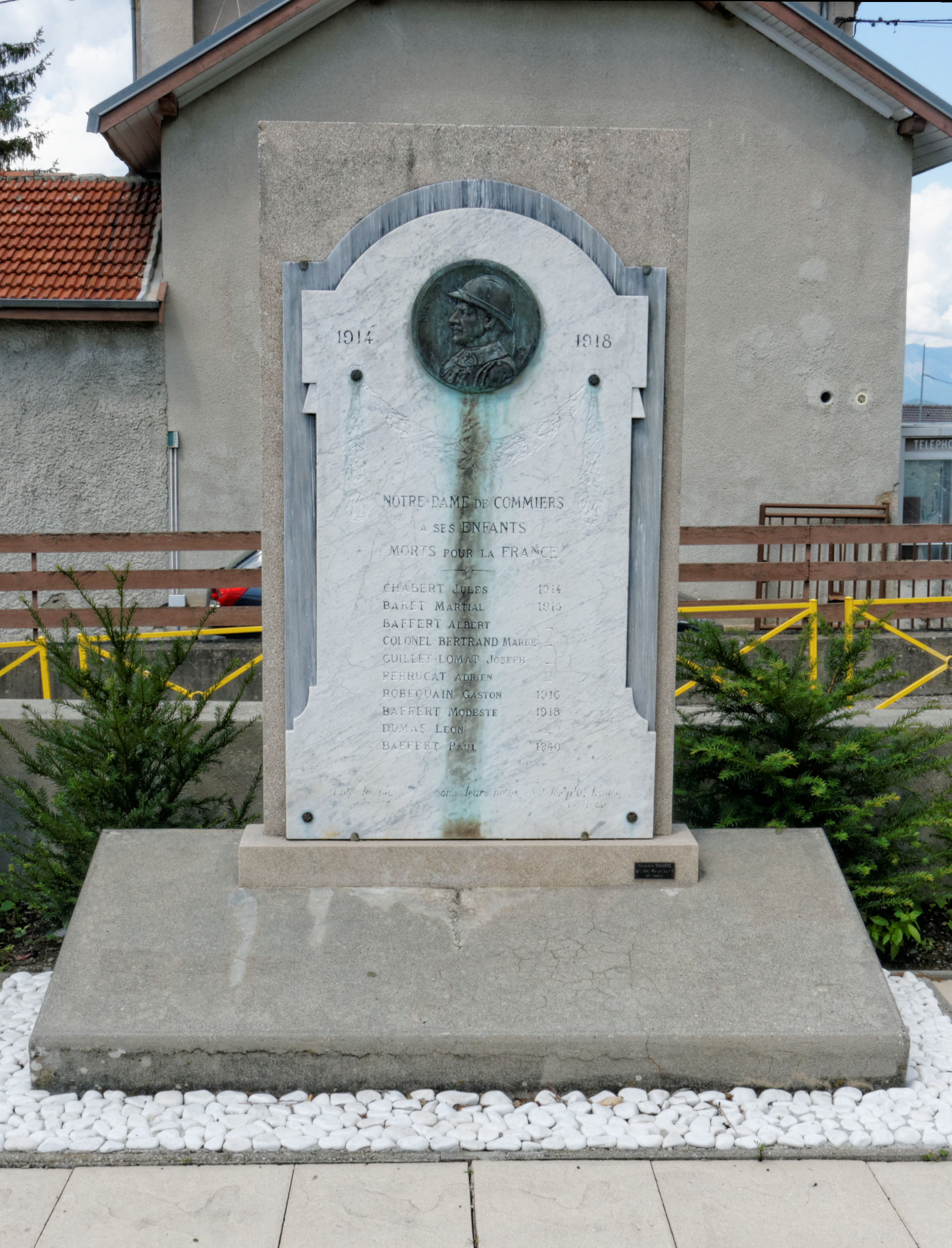
Gefallenendenkmal